# Yentl en de Boer
Yentl en de Boer (eigen schrijfwijze) is een Nederlands muzikaal cabaretduo bestaande uit Yentl Schieman en Christine de Boer. Het duo ontving tweemaal de Annie M.G. Schmidtprijs voor het beste theaterlied van het seizoen, in 2014 voor Ik heb een man gekend en in 2020 voor Het is begonnen. Voor de voorstelling Modderkruipers wonnen ze in 2023 de Poelifinario Kleinkunst voor de beste voorstelling van het seizoen.

## Carrière
Yentl en Christine leerden elkaar kennen op De Amsterdamse Toneelschool&Kleinkunstacademie in Amsterdam, waar ze in 2009 afstudeerden. Met hun afstudeervoorstelling Kom je op ons partijtje? waren zij onder andere te zien op het Vondelfestival en het Amsterdam Fringe Festival, waar ze een aanbeveling van de jury kregen. Een jaar later wonnen ze de Fringe Silver Award met hun bijdrage aan de voorstelling Club Silenzio. 

### 2013
Met hun voorstelling De Mensen deden ze in 2013 mee aan het Amsterdams Kleinkunst Festival, waar ze in de finale van het Concours om de Wim Sonneveldprijs beide prijzen in ontvangst namen.

### 2014
In 2014 brachten ze hun debuut-cd De Plaat uit tijdens een gratis concert in het Vondelpark Openluchttheater.

### 2015
Voor hun lied Ik heb een man gekend uit de voorstelling De Meisjes ontving het duo in april 2015 de Annie M.G. Schmidtprijs 2014 uit handen van de Amsterdamse burgemeester Eberhard van der Laan. Deze prijs wordt door het Amsterdams Kleinkunst Festival en Buma Cultuur uitgereikt aan de tekstschrijver, componist en uitvoerder van het beste theaterlied dat in het voorgaande jaar is uitgevoerd in een Nederlands theater.
Naar aanleiding van het winnen van de Annie M.G. Schmidtprijs werd het duo uitgenodigd om in juni 2015 vanaf het theaterfestival op Terschelling dagelijks een nieuw lied te schrijven voor het AVROTROS televisieprogramma 'Opium op Oerol'. Ook in het laatste seizoen van de reguliere versie van Opium was het duo wekelijks te zien met een nieuw lied over de culturele actualiteit.

### 2016
Op 27 juni 2016 maakte de Vereniging van Schouwburg- en Concertgebouwdirecties (VSCD) bekend dat het duo met hun 'eerste officiële cabaretvoorstelling' De snoepwinkel is gesloten was genomineerd voor de Neerlands Hoop, de prijs voor de meest belovende theatermaker(s) met het grootste toekomstperspectief.
Vanaf donderdag 1 september 2016 tot het begin van 2017 verschenen Yentl en de Boer maandelijks bij Humberto Tan aan tafel in het RTL 4-programma RTL Late Night met een lied over de actualiteit.

### 2019
Op maandag 11 maart 2019 werd in het radioprogramma Volgspot op NPO Radio 5 bekendgemaakt dat Yentl en de Boer met hun lied Stop de tijd uit de voorstelling Magie genomineerd zijn voor de Annie M.G. Schmidtprijs 2018.
Vrijdag 19 juli 2019 maakte het duo via Instagram bekend beide zwanger te zijn van hun eerste kind. De reeds geplande tournee van hun derde cabaretvoorstelling Lacrimosa is om die reden een jaar opgeschoven naar het volgende theaterseizoen. Het tweetal is vrijwel gelijktijdig tijdens de kerstdagen bevallen: De Boer op eerste kerstdag van een zoon, Schieman op tweede kerstdag van een dochter.

### 2020
Op 17 april 2020 brachten Yentl en de Boer samen met Jenny Arean de gezamenlijke single Het is over / Het is begonnen uit. Arean is hierop te horen met het lied Het is over van Harry Bannink en Annie M.G. Schmidt. Yentl en de Boer schreven een antwoord op dit nummer uit 1966 met als titel Het is begonnen. Op 29 maart 2021 maakte de jury van de Annie M.G. Schmidtprijs in het radioprogramma Kunststof op NPO Radio 1 bekend dat het lied Het is begonnen de Annie M.G. Schmidtprijs voor het beste theaterlied van 2020 heeft gewonnen.
Tijdens de Corona (Covid-19) Lockdown brachten Yentl en de Boer het nummer Aanraking - NPO Radio 1 de Langs de lijn en omstreken Lockdown Sessions (single) uit. Tevens waren zij op 18 juni 2020 met hun kinderen o.a. met dit nummer te gast bij Cornald Maas in een speciale tv-uitzending van AVROTROS Opium op Oerol. 
Op 29 augustus 2020 ging in Koninklijk Theater Carré in Amsterdam het theaterconcert De Kampvuursessies in première. De voorstelling werd die avond tweemaal opgevoerd in verband met de destijds geldende regels met betrekking tot publieksgrootte vanwege het coronavirus.

### 2021
In de zomer van 2021 werd bekendgemaakt dat Yentl en de Boer begonnen waren met de opnames van hun vierdelige comedyserie Yentl en de Boer de Serie die vanaf september van 2021 te zien is bij BNNVARA op NPO 3. De serie bestaat uit een combinatie van het beste materiaal uit de theatershows van het duo en speciaal voor het programma geschreven nieuwe sketches en liedjes.

### 2023
De voorstelling Modderkruipers is opgenomen in de Cabaret Collectie van het Nederlands Theater Festival 2023, een collecte van de meest in het oog springende cabaret- en kleinkunstvoorstellingen van het afgelopen seizoen.
Op maandag 3 juli maakte de Vereniging van Schouwburgen en Concertgebouwdirecties (VSCD) bekend dat Yentl en de Boer met Modderkruipers genomineerd zijn voor de Poelifinario in de categorie Kleinkunst. In oktober werd het duo daadwerkelijk de prijs toegekend.
Op 1 november maakte het duo hun debuut als kinderboekenschrijvers met het muzikale kinderboek Hubbelbubbelprik. Het boek is geïllustreerd door Mark Janssen en bevat een QR-code om acht speciaal bij het boek geschreven liedjes te beluisteren.

### 2024
Op 17 juli 2024 verscheen het vijfde album 'Alles is nog mogelijk', een studioalbum met twaalf liedjes uit de Poelifinario-winnende voorstelling Modderkruipers.

## Voorstellingen
- 2010: Kom je op ons partijtje?
- 2012: Club Silenzio
- 2013: De Mensen
- 2013: Club Silenzio in SPACE
- 2014: Club Silenzio: The Final Quest
- 2014/2015: De Meisjes
- 2015-2017: De snoepwinkel is gesloten
- 2017/2018: Yentl en de Boer in Concert
- 2018-2019: Magie
- 2020-2022: De Kampvuursessies
- 2022-2024: Modderkruipers
- Zomer 2024: Alles is nog mogelijk
- 2025/2026: Rekhalzen

## Muziek
- 2014: De Plaat (album)
- 2015: Ik heb een man gekend (single) - Winnaar Annie M.G. Schmidtprijs 2014
- 2016: M'n snoep: Live in Het Concertgebouw (album)
- 2018: Zitten in de trein (single)
- 2018: Meemaken of niet (single)
- 2018: Morph (album)
- 2019: Stop de tijd (single) - Nominatie Annie M.G. Schmidtprijs 2018
- 2020: Het is over / Het is begonnen - Jenny Arean & Yentl en de Boer (single) - Winnaar Annie M.G. Schmidtprijs 2020
- 2020: Aanraking - NPO Radio 1 Lockdown Sessions (single)
- 2020: Deze Zomer (single)
- 2020: De Kampvuursessies (EP)
- 2021: Yentl en de Boer de Serie (Music from the Original TV Series) (soundtrackalbum behorend bij Yentl en de Boer de Serie)
- 2022: De Kampvuursessies Live (album)
- 2023: Hubbelbubbelprik - De liedjes uit het boek (album behorend bij het gelijkname kinderboek)
- 2024: Alles is nog mogelijk (album)

## Televisie
- 2017: Yentl en de Boer in Concert, concertregistratie (BNNVARA, NPO3)
- 2021: Yentl en de Boer de Serie, vierdelige muzikale comedyserie (BNNVARA, NPO3)

### Bestseller 60
| Boeken met noteringen in de Nederlandse Bestseller 60 | Jaar van verschijnen | Datum van binnenkomst | Hoogste positie | Aantal weken | Opmerkingen |
| ----------------------------------------------------- | -------------------- | --------------------- | --------------- | ------------ | ----------- |
| Hubbelbubbelprik                                      | 2023                 | 15-11-2023            | 44              | 1            |             |

## Prijzen
- 2012: Winnaar Fringe Silver Award voor Club Silenzio tijdens het Amsterdam Fringe Festival
- 2013: Winnaar Juryprijs (Wim Sonneveldprijs) en publieksprijs voor De Mensen op het Amsterdams Kleinkunst Festival
- 2015: Winnaar Annie M.G. Schmidtprijs 2014 voor tekst, muziek en uitvoering van het lied Ik heb een man gekend
- 2016: Nominatie Neerlands Hoop 2016 voor de voorstelling De snoepwinkel is gesloten
- 2019: Nominatie Annie M.G. Schmidtprijs 2018 voor tekst, muziek en uitvoering van het lied Stop de tijd
- 2021: Winnaar Annie M.G. Schmidtprijs 2020 voor tekst, muziek en uitvoering van het lied Het is begonnen
- 2023: Modderkruipers opgenomen in de Cabaret Collectie van het Nederlands Theater Festival 2023
- 2023: Winnaar Poelifinario Kleinkunst voor de voorstelling Modderkruipers
- 2024: Nominatie Annie M.G. Schmidtprijs 2023 voor tekst, muziek en uitvoering van het lied Het juiste pad